# 圆锥摆
圆锥摆是一个固定在一根悬挂在中心点上的绳子（或轻杆）的重物。其结构与单摆类似，但重物并不是像单摆一样来回摆动，而是以一个恒定的速度在水平面上做圆周运动，并和细绳（或轻杆）一起，画出圆锥的轨迹。圆锥摆最初在1660年由英国科学家罗伯特•胡克作为行星的运行轨道模型所研究。在1673年荷兰物理学家惠更斯利用他的《摆钟论》中的一个新概念——离心力，计算了它的轨道周期。之后，圆锥摆被用作一些机械设备和钟表中的计时装置。

## 用途
圆锥摆因其流畅的运动而替代拥有不可避免的不平稳运动轨迹的单摆，成为机械装置中的计时元件。两个典型例子是：它能使灯塔中在海面上稳定旋转；以及以其机械性质而制作的天文望远镜中的赤道仪使得镜头随着恒星运动，以达到持续观察目标的目的。

## 分析
想象一个质量为m的重物繫在一根长为L的细绳上，以恒定速度v做无摩擦的圆周运动，细绳始终与竖直方向保持角度θ。共有两个力作用在重物上：
- 绳子的张力T，方向沿细绳向上。
- 竖直方向的重力mg。

绳子的张力可以分解为沿竖直方向的Tcosθ，和沿水平方向的Tsinθ，且Tsinθ方向始终指向圆周运动的圆心。根据牛顿第二定律，绳子张力T的水平分量提供重物做圆周运动的向心力：
{\displaystyle T\sin \theta ={\frac {mv^{2}}{r}}\,}

圆锥摆的重物在水平面做圆周运动的半径为r，重物的质量为m，细绳的长度为L,作用在重物上的细绳的拉力为矢量T，重物的重力为矢量mg。

又因为重物在竖直方向上没有加速度，所以张力T的竖直分量就等于重物的重力mg。
{\displaystyle T\cos \theta =mg\,}
两个方程相除，消去T和m，得：
{\displaystyle {\frac {g}{\cos \theta }}={\frac {v^{2}}{r\sin \theta }}}
又因为重物的速度v恒定，所以v又可以表示为2πr除以圆周运动周期t：
{\displaystyle v={\frac {2\pi r}{t}}}
将v替换到原先式子中，得到：
{\displaystyle {\frac {g}{\cos \theta }}={\frac {({\frac {2\pi r}{t}})^{2}}{r\sin \theta }}={\frac {(2\pi )^{2}r}{t^{2}\sin \theta }}}
整理上式得：
{\displaystyle g={\frac {4\pi ^{2}r\cos \theta }{t^{2}\sin \theta }}}
又因为
{\displaystyle \sin \theta ={\frac {r}{L}}}
将上面两式联立可得：
{\displaystyle t=2\pi {\sqrt {\frac {L\cos \theta }{g}}}}
由此式可以看出，重物运转周期只与Lcosθ有关，而在θ很小时，cosθ≈1，此时，圆锥摆的周期与单摆相同。此外，在角度θ很小时，周期t近似地独立于θ，而成为一个定值（绳长一定），这就意味着其周期与施加在重物上的维持其运动的力的大小无关，这种性质被称为等时性，并使得圆锥摆与单摆拥有良好的计时作用。